# Слово року
Слово року — найважливіше поняття (слово або фраза) у суспільній думці у якомусь конкретному році. Існує багато підходів до визначення слова року. Найперше слово року було визначено у Німеччині 1972 року Товариством німецької мови (Gesellschaft für deutsche Sprache). Найчастіше  словами року стають так звані "модні слова".

## Німецька мова
Товариство німецької мови визначає слово року (Wort des Jahres) з 1972 року. Крім того, з 1991 року товариство визначає "антислово року" (Unwort des Jahres). Також слово року визначається у німецькомовних Австрії, Ліхтенштейні та Швейцарії.

## Англійська мова
- Американське діалектологічне товариство[en] (American Dialect Society, ADS) визначає слово року починаючи з 1991 року. Також товариство визначило слово 1990-х — веб (web), слово 20-го століття - джаз (Jazz) та слово минулого тисячоліття - вона (she)
- Global Language Monitor визначає слово року з 2000 року
- Словник Merriam-Webster публікує списки з 10 найпопулярніших слів з 2003 року
- Видавництво Оксфордського університету разом з Оксфордським словником англійської мови з 2004 року публікує «слово року» для Великої Британії та США (іноді це одне й те саме слово)

## Українська мова
Докладніше: Слово року (Україна)
Словник сучасної української мови та сленгу «Мислово» почав визначати слово року із січня 2014 року. 